# 樋口裕大
樋口 裕大（ひぐち ゆうた、1997年4月22日 - ）は、日本の柔道家。大阪府出身。階級は60kg級。身長161cm。段位は四段。組み手は右組み。血液型はB型。得意技は背負投。

## 経歴
柔道は6歳の時にミキハウス柔道教室で始めた。小学校6年の時には全国小学生学年別柔道大会の50kg級で5位になった。扇中学2年の時には全国中学校柔道大会50kg級で2位、3年の時に55kg級で2位になった。
足立学園高校へ進むと、2年の時に全日本カデで優勝したが、アジアカデでは2位に終わった。3年の時には全日本ジュニアで優勝するも、アジアユースでは2位、世界ジュニアでは初戦で敗れた。2016年に天理大学へ進学すると、1年の時に全日本ジュニアの60kg級で2位になった。3年の時には学生体重別で優勝した。4年の時には学生体重別と体重別団体でともに3位だった。
2020年に大阪府警の所属となると、全国警察柔道選手権大会で2連覇を果たした。2023年の講道館杯では決勝で天理大学1年の足立悠晟を一本背負投で破って優勝した。グランドスラム・東京では初戦で中立選手として出場したロシアのアユブ・ブリエフに合技で敗れた。2024年3月のグランプリ・リンツでは準々決勝でフランスのセドリク・ルボルに技ありで敗れるなどして7位にとどまった。
IJF世界ランキングは182ポイント獲得で143位（2024年4月1日現在）。

## 戦績
50kg級での戦績
- 2009年 - 全国小学生学年別柔道大会 5位
- 2011年 - 全国中学校柔道大会 2位

55kg級での戦績
- 2012年 - 全国中学校柔道大会 2位
- 2012年 - 韓国ジュニア国際 2位
- 2014年 - 全日本カデ 優勝
- 2014年 - アジアカデ 2位
- 2015年 - アジアユース 2位
- 2015年 - 全日本ジュニア 優勝

60kg級での戦績
- 2016年 - 全日本ジュニア 2位
- 2017年 - ロシアジュニア国際 2位
- 2017年 - 講道館杯 7位
- 2018年 - 学生体重別 優勝
- 2019年 - ヨーロッパオープン・オディベーラス 3位
- 2019年 - 学生体重別 3位
- 2019年 - 体重別団体 3位
- 2022年 - 全国警察柔道選手権大会 優勝
- 2023年 - 全国警察柔道選手権大会 優勝
- 2023年 - 講道館杯 優勝
- 2024年 - グランプリ・リンツ 7位
- 2024年 - 体重別 3位

（出典、JudoInside.com）